# Ruslan Maščenko
Ruslan Michajlovič Maščenko (* 11. listopadu 1971) je bývalý ruský atlet, halový mistr Evropy v běhu na 400 metrů z roku 1998.

## Kariéra
Zvítězil na halovém mistrovství Evropy v běhu na 400 metrů v roce 1998, ale jeho hlavní disciplínou byl běh na 400 metrů překážek. Na této trati obsadil čtvrté místo na mistrovství světa v roce 1995 a druhé místo na mistrovství Evropy v roce 1998. Byl také členem stříbrné ruské štafety na 4 × 400 metrů na halovém mistrovství světa v roce 2001 a na evropském šampionátu o rok později.